# Khold
I Khold sono una band Black metal norvegese formata nel 2000. La band si è esibita in importanti tour con i Behemoth e i Satyricon.

## Storia
I Khold si sono formati a Oslo, in Norvegia, grazie a Sarke (batterista) e Gard (cantante/chitarrista), ex membri della band Tulus che decisero di fondare un gruppo proprio. Ben presto reclutarono altri membri: Rinn (chitarrista) e Eikind (bassista), e nel 2000 produssero il loro primo Demo.
Nel 2001 fu pubblicato l'album di debutto, Masterpiss of pain, ben accolto dalla critica. Lo stesso anno, la band iniziò un tour europeo. Nel 2002 uscì la seconda opera, Phantom, con l'esordio del nuovo bassista Grimd. Sempre nel 2002 i Khold parteciparono al Nordic tour dei Satyricon, e l'anno successivo al tour europeo di questi ultimi. 
Nel 2004 venne pubblicato il terzo disco, Mørke Gravers Kammer, insieme al video della canzone Død. Nel 2005 i Khold presero parte alla nuova edizione del Norwegian tour. Nell'inverno dello stesso anno uscì il loro quarto lavoro, Krek.
Nel 2008, dopo una pausa che permise ai vari membri di seguire progetti esterni al gruppo, fu la volta di Hundre år gammal. Nel 2014 vide la luce Til endes.

## Formazione

### Formazione attuale
- Gard - voce/chitarra
- Rinn - chitarra
- Grimd - basso
- Sarke - batteria
- Hildr - compositrice

### Ex componenti
- Eikind - basso
- Brandr - basso
- Sir Graanug - basso

## Discografia
Album in studio
- 2001 - Masterpiss of Pain
- 2002 - Phantom
- 2004 - Mørke gravers kammer
- 2005 - Krek
- 2008 - Hundre år gammal
- 2014 - Til endes
- 2022 - Svartsyn
- 2024 - Du Dømmes Til Død